# Кася Мось

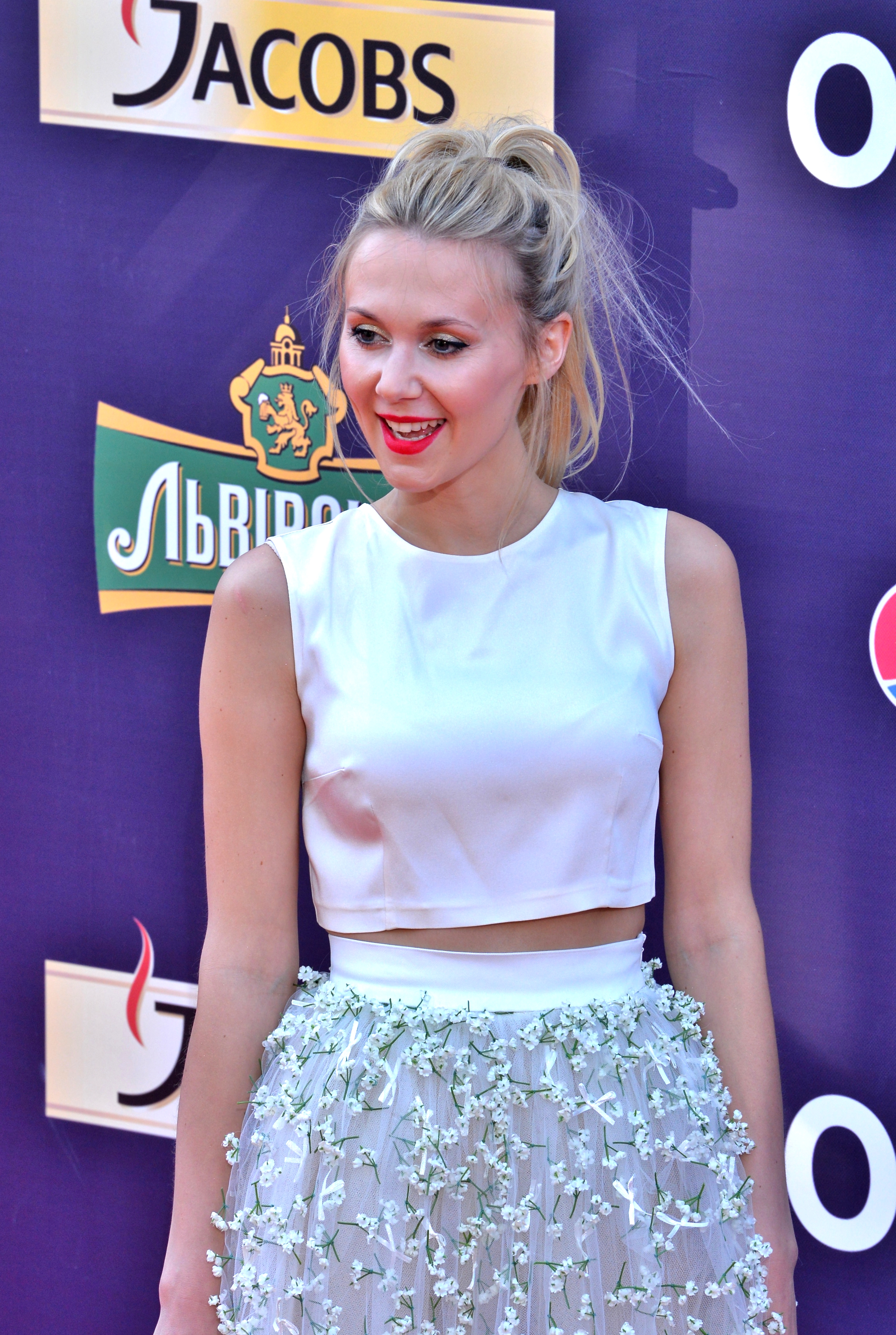
Кася Мось. 2017

Катажина Мось (пол. Katarzyna Moś), відоміша як Кася Мось (пол. Kasia Moś; нар. 3 березня 1987, Руда-Шльонська, ПНР) — польська співачка, представниця Польщі на «Євробаченні-2017» в Києві.

## Біографія
Кася Мось народилася у родині Марка Мося, диригента камерного оркестру «Aukso» в місті Тихи, у Верхній Сілезії. Закінчила музичну школу імені Фридерика Шопена у Битомі, де навчалася грати на віолончелі та фортепіано. Пізніше навчалася співу на факультеті джазу і розважальної музики Музичної академії імені Кароля Шимановського в Катовицях.
Дебют Касі на музичній сцені відбувся у віці 18 років з піснею лідера групи «Varius Manx» Роберта Янсона «Я хочу знати» (I Wanna Know). З цією композицією Кася пройшла до польського фіналу «Євробачення 2006» в Афінах.
18 лютого 2017 року у Варшаві Кася Мось піснею «Ліхтарик» (Flashlight) перемогла у фіналі польського відбору на конкурс «Євробачення 2017» і представляла Польщу у Києві. Пісенний конкурс відбувався 9, 11 і 13 травня у Міжнародному виставковому центрі (МВЦ) Києва. За підсумками фінального голосування вона посіла 22 місце.
Восени 2017 Кася Мось брала участь у музичному конкурсі польського телебачення Polsat, на якому зайняла п'яте місце. У грудні мала концерт у супроводі оркестру польського радіо. Однією з нових запрезентованих на концерті пісень була «Wild Eyes» (англ. Непокірні очі), записана разом з фінським дуетом Norma John, дружба з яким у неї триває від київського Євробачення. У травні 2018 Кася записала і випустила відеокліп до цієї пісні.